# Xiantao
Pour les articles homonymes, voir Mianyang.
Xiantao (chinois : 仙桃市 ; pinyin : xiāntáo shì), autrefois appelé Mianyang (沔阳 / 沔陽, miǎnyáng) est une ville de la province du Hubei en Chine.

## Démographie

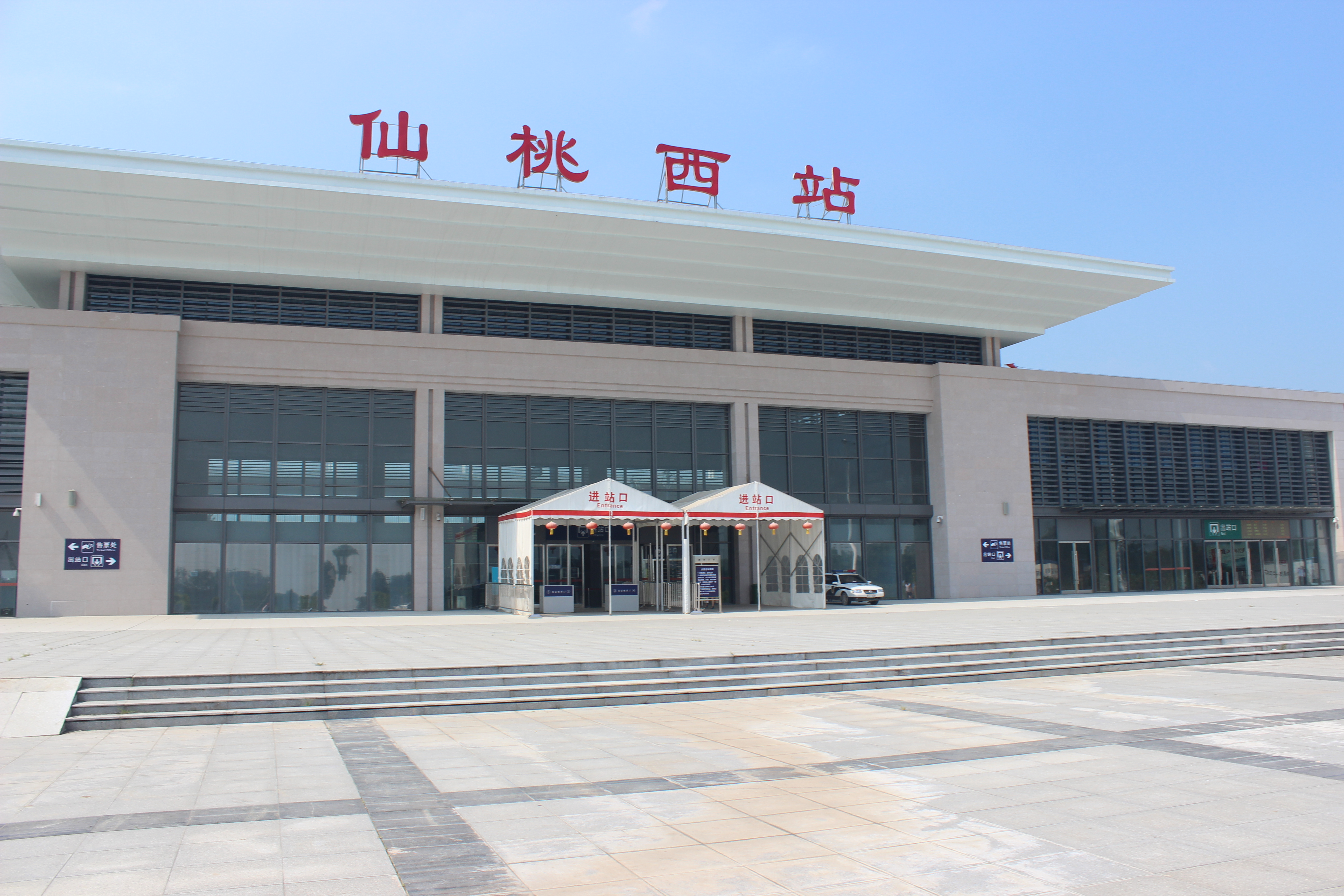
Gare de Xiantao Ouest

La population était de 1 582 277 habitants en 1999.

## Culture

### Cuisine
- Trois mets délicats (poisson, porc, légumes) à la vapeur de Miǎnyáng (沔阳三蒸, miǎnyáng sān zhēng), une des spécialités de la cuisine du Hubei (ecai).

## Personnalités
- Li Xiaoshuang (1973-), double champion olympique de gymnastique.
- Yang Wei (1980-), triple champion olympique de gymnastique.